# Herberts Cukurs
Herberts Cukurs (* 17. Mai 1900 in Liepāja, Russisches Reich; † 23. Februar 1965 in Montevideo, Uruguay) war ein lettischer Flieger und Nazi-Kollaborateur.

## Leben
Herberts Cukurs absolvierte die vierklassige Grundschule in Liepāja, wurde 1919 wegen linksextremer Gewalttaten aus der lettischen sozialdemokratischen Jugendorganisation (Latvijas Sociāldemokrātiskās Jaunatnes savienība) ausgeschlossen und nahm dann am Lettischen Unabhängigkeitskrieg 1919 bei Kämpfen in der Region Lettgallen teil. Später lernte er in Offizierskursen und an der Fliegerschule, diente als Pilot und Techniker und brachte es bis zum Oberleutnant. Mit waghalsigen Flugmanövern erregte er Aufsehen. So flog er unter der Brücke von Karosta durch. 1927 wurde er wegen unehrenhaften Verhaltens aus der Lettischen Luftwaffe entlassen und schlug sich als Taxifahrer durch.

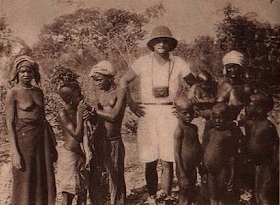
Cukurs in Gambia (1933)

Im März 1933 unternahm er in einem selbstgebastelten Doppeldecker einen Flug von Riga nach Gambia. Der lettische Diktator Kārlis Ulmanis nutzte den historischen Bezug des Fluges zu den kolonialen Aktivitäten des Herzogs Jakob von Kurland für seine historisierende Propaganda und protegierte Cukurs. Er wurde in Lettland bekannt und unternahm weitere Flüge nach Tokio, in die Türkei sowie nach Palästina. Seine Popularität stieg dank seiner in der Presse geschilderten Erlebnisse und gipfelte in der Verleihung des Drei-Sterne-Ordens. Man nahm ihn wieder in die Luftwaffe auf, doch beim Studium der Luftfahrttechnik offenbarten sich gravierende Mängel seiner Allgemeinbildung, so dass er Nachhilfe bei einem jüdischen Mitstudenten nehmen musste, dem gegenüber er offen antisemitische Ansichten vertrat.
Nach dem deutschen Überfall auf die Sowjetunion und dem Einmarsch der deutschen Wehrmacht in Lettland meldete Cukurs sich bald freiwillig zum von Viktors Arājs aufgestellten lettischen Kommando von NS-Kollaborateuren. 1943 wurde er dessen Adjutant und stellvertretender Kommandeur dieses Verbandes. Das Simon Wiesenthal Center macht ihn verantwortlich für Massenmord, Hinrichtungen, Vergewaltigungen, gewaltsame Enteignung und Folter von Hunderten von Juden aus ganz Europa während des Zweiten Weltkrieges. Cukurs wird von Augenzeugen persönlich begangener Morde, sexueller Gewalt und anderer Gewalttaten in zahlreichen Fällen beschuldigt.  Der CIA berichtete 1988 dazu: „Es wurde berichtet, dass Cukurs ein sehr robuster und unmenschlicher Angehöriger dieser Gruppe war, und es war bekannt, dass er die treibende Kraft hinter vielen Orgien unter den Gruppenmitgliedern zu dieser Zeit war. Er war zynisch, trank gerne übermäßig viel und hatte Affären.“
Der als „NS-Mörder“ und „Henker von Riga“ bezeichnete Lette soll für die Ermordung von 30.000 Juden verantwortlich sein. Viele soll er dabei „vom Sattel aus“ erschossen haben.
Nach dem Krieg emigrierte Cukurs über Frankreich nach Brasilien, wo er sich mit der Vermietung von Flößen in São Paulo eine neue Existenz aufbaute, ohne dabei seine Identität zu verbergen. Als seine Anwesenheit in Brasilien entdeckt wurde, beantragten die sowjetischen Behörden seine Auslieferung. Die brasilianische Regierung lehnte mit der Begründung ab, dass sie ihn nur an das Land, in dem er seine Verbrechen begangen hatte, ausliefern würde und Lettland nicht mehr existiere.

## Exekution durch den Mossad
Laut Efraim Zuroff vom Simon Wiesenthal Zentrum in Jerusalem erwog Deutschland, seine Verjährungsfrist für Mord auch auf Holocaust-Verbrechen anzuwenden – eine Entscheidung, die Israel zu verhindern suchte. Deshalb habe der  Mossad beschlossen, Cukurs zu eliminieren, in der Hoffnung, dass seine Hinrichtung die deutsche Regierung davon überzeugen würde, jeden Versuch aufzugeben, die Strafverfolgung von Naziverbrechern einzuschränken.
Jaakov Meidad alias „Anton Künzle“ sollte 1965 Cukurs ausfindig machen, wofür Meidad Scheinfirmen in Wien gründete. Mit diesen Geschäftspapieren konnte Meidad Cukurs nach Uruguay locken, weil dort im Gegensatz zu Brasilien Mord nicht mit Todesstrafe geahndet wurde. Dort wollte sich Cukurs an einer Filiale des Unternehmers Künzle beteiligen. Als er am 23. Februar 1965 ein angebliches Büro der Scheinfirma in Montevideo betrat, schlugen ihm mehrere Israelis den Kopf ein, erschossen ihn und brachten ein großes Stück Papier mit der Aufschrift auf seiner Leiche an: „Von denen, die nie vergessen!“
Meidad hatte zuvor zur Ergreifung und Verurteilung von Adolf Eichmann beigetragen. Dass im Fall Cukurs kein Prozess erfolgte, ermöglichte es bestimmten Kreisen, Cukurs zum Märtyrer und gar zum Nationalhelden zu stilisieren.

## (Nicht)Aufarbeitung
Die Tatsache, dass Cukurs’ Schuld nicht gerichtlich festgestellt worden war, bot rechtsnationalen Kräften die Möglichkeit, ihn wieder zum Helden zu machen.
Mossad-Unterlagen Cukurs betreffend wurden noch nicht freigegeben.
2005 fand in Karosta eine Ausstellung zu Ehren von Cukurs statt.
Bemühungen, über Strafverfahren die Verantwortung Cukurs für die Mitwirkung am Holocaust in Lettland gerichtlich feststellen zu lassen, sind bislang gescheitert.
2019 beantragten der Rat der Jüdischen Gemeinden Lettlands und mehrere Opfer beim damaligen Generalstaatsanwalt Ēriks Kalnmeier die Wiederaufnahme des Strafverfahrens gegen Cukurs wegen Beteiligung am Holocaust. Der Antrag stützte sich auf neue Umstände, darunter die Aussage einer in Israel lebenden Privatperson, die Cukurs persönlich bei der Erschießungen während des Häftlingskonvois nach Rumbul im Rigaer Ghetto beobachtet hatte, sowie auf die Erinnerungen eines zweiten Überlebenden. Das Strafverfahren wurde wieder aufgenommen, aber Ende 2023 vom Generalstaatsanwalt Juris Ločmelis wieder eingestellt, weil die Taten keinen Straftatbestand erfüllten. Im Januar 2024 hob Oberstaatsanwalt Māris Leja die Ermittlungseinstellung auf, weil bei der Bewertung der Beweise Fehler gemacht worden seien, und beauftragte Staatsanwalt Ločmeļis mit der Fortsetzung der Ermittlungen. Am 4. April 2025 stellte Ločmelis das Strafverfahren ebenfalls ein, weil die belegbaren Handlungen von Cukurs keine Straftat im Sinne des Strafrechtsartikels „Völkermord“ darstellten.
Jüdische Organisationen wie Yad Vashem kritisierten diese Entscheidung, auch weil Beweisangebote von dokumentierten Zeugenaussagen nicht angenommen worden seien.

## Musical über den „Helden“ Cukurs
Am 11. Oktober 2014 fand in seiner Geburtsstadt Liepāja die Uraufführung des Musicals Cukurs, Herberts Cukurs statt (Komponist: Jānis Ķirsis, Story: Pēteris Draguns, Dialogautor und Produzent: Juris Millers, Regisseur: Ivars Lūsis). Eine Tournee soll das Werk durch viele Städte Lettlands führen. Der Produzent Juris Millers fordert das Publikum auf, über Schuld und Unschuld des Helden zu urteilen, nachdem Cukurs als passiver Zuschauer und Judenretter dargestellt wurde.